# Tibetologi
Tibetologi är vetenskapen om det tibetanska språket och tibetansk kultur. 

## Historik

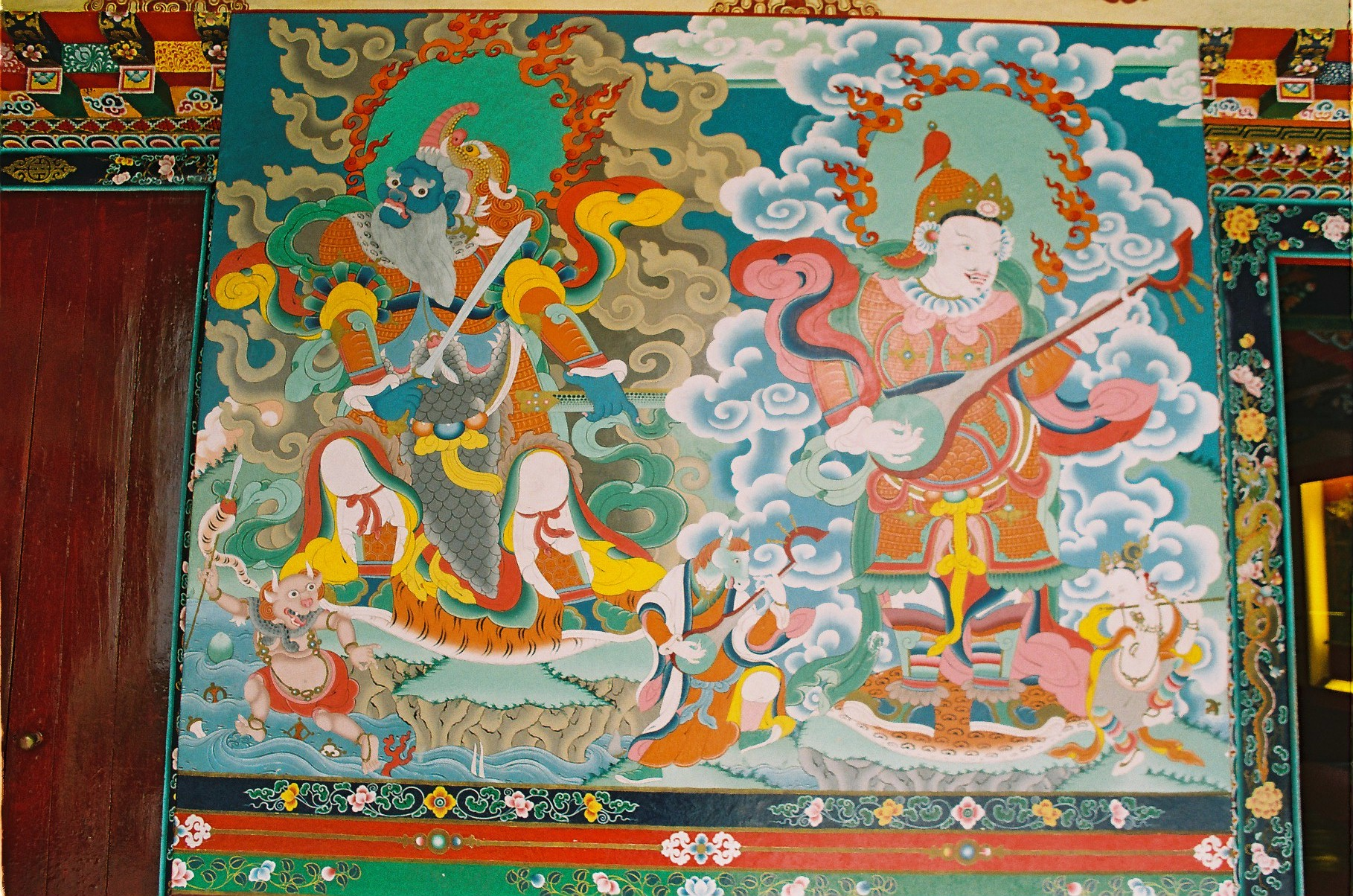
Thanka-måleri i Namgyal Institute of Tibetology i Gangtok

Jesuiten Antonio de Andrade (1580–1634) och några medarbetare upprättade en kristen mission och kyrka i Tsaparang 1626 i kungadömet Guge i västra Tibet. När Gude erövrades av kungen av Ladakh 1631, lades missionen ned.
Under 1600-talet sändes den italienske jesuiten Ippolito Desideri (1684–1733) till Tibet och fick tillstånd att vistas i Lhasa, där han bodde 1716-21 i ett kloster och studerade det tibetanska språket, tibetansk buddhism och tibetansk kultur i största allmänhet. Han skrev också ett par böcker på tibetanska om kristendom. En intern katolsk konflikt om vilken orden som skulle ha missionsansvar för Tibet ledde till att Desideri fick lämna landet. Han fortsatte sedan i Italien att skriva verk om Tibet, vilka samlats i fyra band under titeln Opere Tibetane (Rom 1981-89). 
Ippolito Desideri kan anses var den förste tibetologen. Han var en pionjär och hade en objektiv, om än inte vetenskaplig, och positiv inställning till sitt ämne. Den vetenskapliga tibetologins grundare anses närmast vara den ungerske forskaren Sándor Kőrösi Csoma (1784–1842).

## Tibetologer i urval
- Claude Arpi
- Jacques Bacot (1877–1965)
- Robert Barnett
- Charles Alfred Bell (1870–1945)
- Henk Blezer (född 1961)
- Alexander Berzin
- Katia Buffetrille
- August Conrady (1864–1925)
- Alexandra David-Néel
- Léon Feer (1830–1902)
- Wilhelm Filchner (1877–1957)
- Melvyn Goldstein (född 1938)
- Andreas Gruschke (född 1960)
- Sven Hedin (1865–1952)
- Per Kværne (född 1945)
- Matthew Kapstein
- Marcelle Lalou (1890–1967)
- Alex McKay
- Michel Peissel (född 1937)
- Paul Pelliot (1878–1945)
- Hugh E. Richardson (1905–2000)
- George de Roerich (1902–1660)
- Geoffrey Samuel
- Walter Simon (1893-1981)
- Wolfgang-Ekkehard Scharlipp (född 1947)
- Elliot Sperling
- Aurel Stein (1862–1943)
- Rolf Stein (1911–1999)
- Giuseppe Tucci (1894–1984)
- Vasilij Pavlovitsj Vasiljev (1818–1900)
- Turrell V. Wylie (1927–1984)